# Adam Otręba

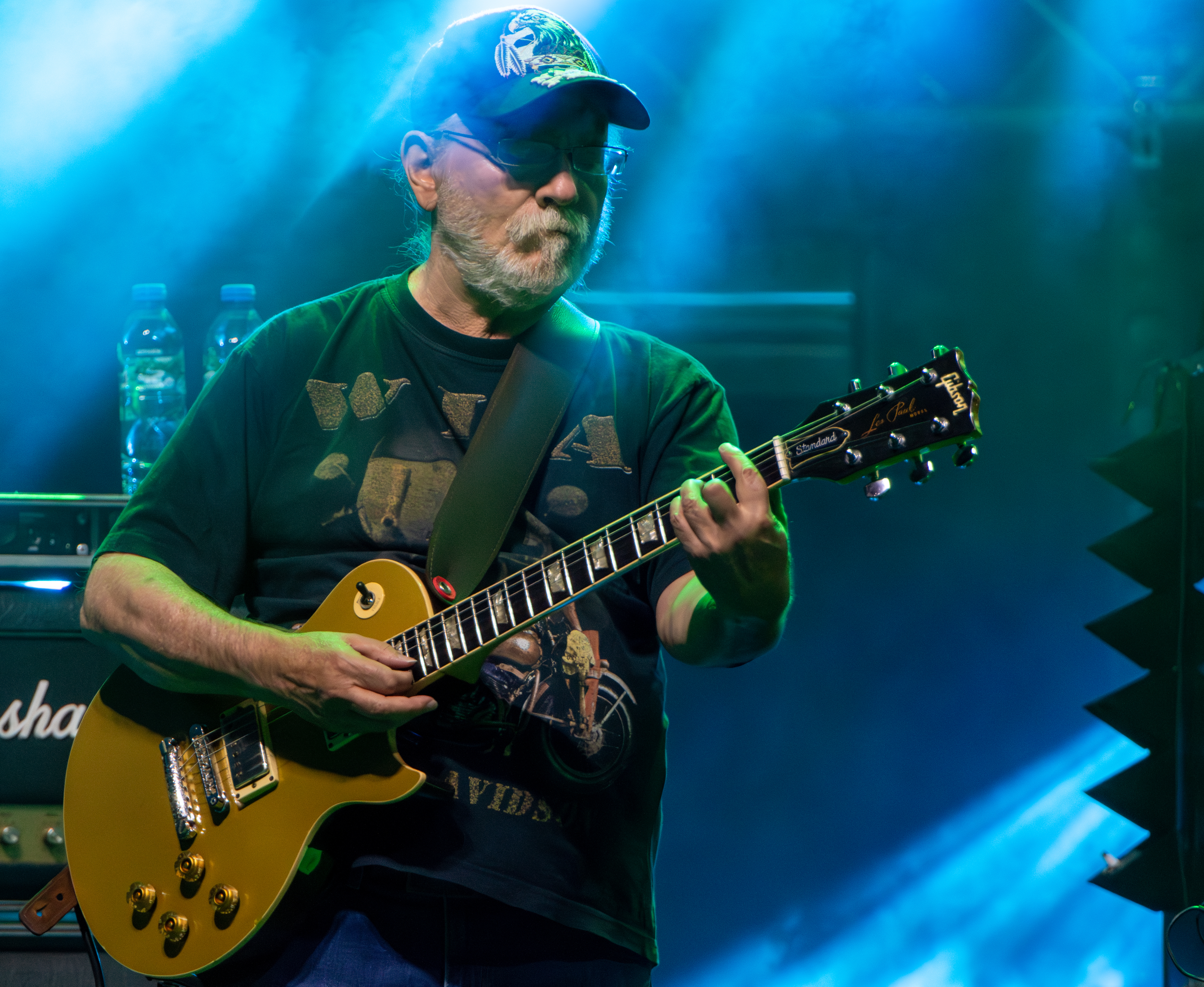
Adam Otręba podczas koncertu (2024)

Adam Andrzej Otręba (ur. 7 grudnia 1952 w Katowicach) – polski muzyk rockowy, gitarzysta i jeden z założycieli grupy Dżem, młodszy brat basisty Dżemu Benedykta Otręby.

## Życiorys
Ma deformację ręki. W szkole muzycznej, w której się uczył, usłyszał, że z tego powodu musi zmienić instrument, najlepiej na puzon. Otręba posłuchał się rady, ale po kilku miesiącach porzucił granie na puzonie, porzucił szkołę muzyczną i znów zaczął grać na gitarze.
Pod koniec lat 70. pogrywał m.in. w Kwadracie czy Pro Contrze.
Najczęściej posługuje się białą gitarą Gibson Les Paul Custom oraz Fenderem Stratocasterem. Jego muzyka inspirowana jest głównie przez The Allman Brothers Band.